# サンエー豊見城ウイングシティ
サンエー豊見城ウイングシティ（サンエーとみしろウイングシティ）は、沖縄県豊見城市字高安にある株式会社サンエーが運営する広域型ショッピングセンター（GMS）である。コンセプトは「いい時をすごそう」。

## 沿革
- 1996年（平成8年）11月21日 - 「豊見城ウイングシティ」開店。県内初のハートビル法認定のショッピングセンターであり、高齢者や身障者でも利用しやすい設計がされている。
- 2001（平成13）年12月1日 - 営業時間を深夜12時まで延長（一部テナントを除く）。
- 2010（平成22）年4月28日 - リニューアルオープン。「マツモトキヨシ」がオープン[1]。
- 2015（平成27）年10月1日 - 営業時間を午後11時閉店に変更（一部テナントを除く）。
- 2020（令和2）年4月21日 - 営業時間を午後10時閉店に変更。なお、食品館は午後11時閉店。
- 2021（令和3）年9月10日 - 2階の衣料館を縮小し「無印良品」がオープン。

## 主なテナント
- エディオン（サンエー直営）
- ジョイジャングル
- マクドナルド
- ミニジョイフル（サンエー直営）
- 宮脇書店
- マツモトキヨシ（サンエー直営）
- メガネスーパー
- リトルマーメイド（サンエー直営）
- 珈琲待夢（サンエー直営）
- 無印良品（サンエー直営）

## アクセス
路線バス
- 総合公園前バス停下車、徒歩1分。
  - 105番・豊見城市内一周線　（琉球バス交通）
- 豊見城中央公民館前バス停下車、徒歩約5分。
  - 446番・那覇糸満線　（那覇バス）
  - 105番・豊見城市内一周線　（琉球バス交通）